# Chivres-en-Laonnois
Chivres-en-Laonnois település Franciaországban, Aisne megyében. Lakosainak száma 354 fő (2022. január 1.). Chivres-en-Laonnois Bucy-lès-Pierrepont, Liesse-Notre-Dame, Mâchecourt, Marchais, Sainte-Preuve és Sissonne községekkel határos.